# Batterij van Vasouy

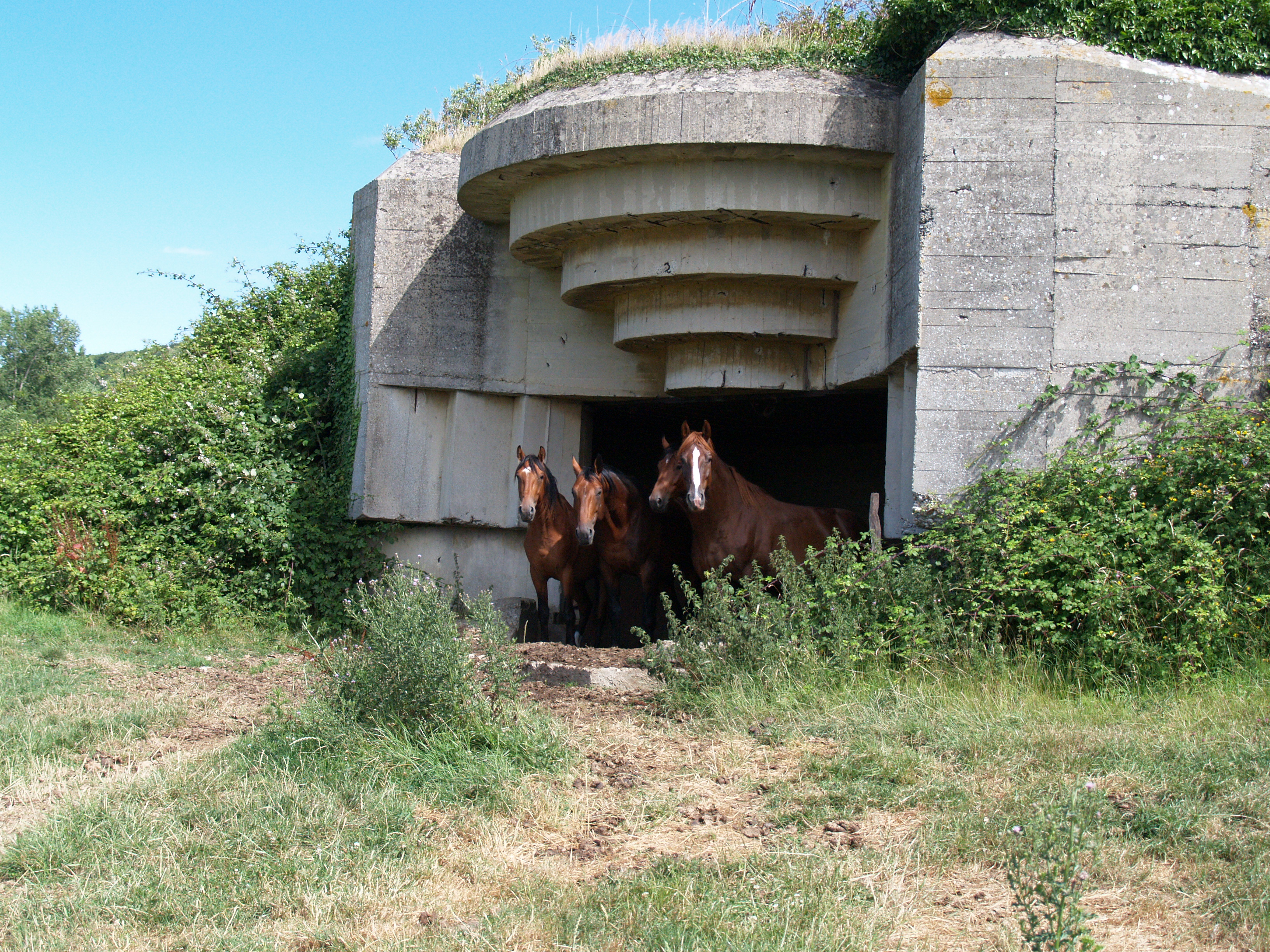
Kazemat van de batterij van Vasouy. Tegenwoordig is de batterij gelegen in een weiland van een boer.

De batterij van Vasouy was een kustbatterij in Normandië tijdens de Tweede Wereldoorlog. Het complex werd door Organisation Todt, nabij het Franse dorp Honfleur, gebouwd. De Duitsers hadden de batterij bewapend met drie moderne Duitse L/45 150 mm kanonnen, die de monding van de Seine en dus de weg naar Le Havre bestreek. Daarnaast was er een vuurgeleidingsbunker van het type M262 aanwezig. De batterij van Villerville was een belangrijke schakel in de verdediging van de monding van de Seine. De kanonnen konden tevens als luchtafweer- en antitankgeschut dienen. Het geschut werd beschermd door kazematten van het type M272.
Tijdens de geallieerde landing op 6 juni 1944 speelde de batterij geen rol; de kanonnen stonden richting zee gestationeerd en konden niet in de juiste richting worden gedraaid. Eind juli verliet het garnizoen de batterij.